# M + R Spedag Group
Die  M + R Spedag Group AG mit Sitz in Muttenz ist ein international tätiger Schweizer Speditions- und Logistikkonzern. Das Unternehmen transportiert alle Arten von Güter weltweit. Im europäischen Verkehr werden die Güter in der Regel mit dem Lastwagen oder im Kombinierten Verkehr mit Bahn und Lastwagen transportiert, in die übrigen Kontinente mittels See- oder Luftfracht. Darüber hinaus bietet M + R Spedag Logistiklösungen im Bereich der Lagerlogistik und damit zusammenhängende Dienstleistungen an. Das in zweiter Generation geführte Familienunternehmen verfügt über 58 Standorte in 23 Länder und beschäftigt mehr als 1000 Mitarbeiter. 2006 erwirtschaftete M + R Spedag einen Umsatz von 420 Millionen Schweizer Franken.

## Geschichte
Das Unternehmen wurde 1952 durch Roger Metzger und Hansruedi Richner als Speditionsfirma gründet. Hauptaktivität war anfänglich der Strassentransport von Deutschland in die Schweiz. Später kamen schrittweise weitere Dienstleistungen hinzu, hierzu zählten Exporte sowie Warenverkehr mit weiteren europäischen Ländern, insbesondere Frankreich, Benelux, England und Skandinavien. Nach dem Tod von Roger Metzger 1975, wurde die Firma von Hansruedi Richner alleine weitergeführt.
Mit der 1979 erfolgten Übernahme der Spedag Speditions AG, einer 1928 gegründeten, auf Überseetransporte spezialisierte Basler Speditionsfirma, baute die bis anhin vorwiegend im Strassentransport tätige M + R ihre Aktivitäten auf neue Gebiete aus. In der Folge wuchs das Unternehmen durch Aufbau verschiedener Standorte auf dem amerikanischen Kontinent, im fernen Osten sowie in Afrika. 2001 übergab Hansruedi Richner die operative Leitung seinem Sohn Daniel Richner, der im April 2006 auch sämtliche Firmenanteile übernahm.